# قضية وجودية
القضية الوجودية نوعان، وجودية غير دائمة ووجودية غير ضرورية.
اللادائمة هي عند المنطقيين مطلقة عامّة مع قيد اللادوام بحسب الذات وهي مركّبة من المطلقتين نحو كلّ إنسان متنفس بالإطلاق العام لا بالدوام والوجودية اللاضرورية مطلقة عامّة مع قيد اللاضرورة بحسب الذات، نحو كلّ إنسان متنفّس بالإطلاق العام لا بالضرورة، وهي مركّبة من مطلقة عامّة وممكنة عامّة، وتحقيق ذلك يطلب من كتب المنطق.